# きりさめ (護衛艦)
きりさめ（ローマ字：JS Kirisame, DD-104）は、海上自衛隊の護衛艦。むらさめ型護衛艦の4番艦。艦名は「霧雨」に由来する。なお、艦艇名としては旧海軍通して初の命名である。
本記事は、本艦の艦暦について主に取り扱っているため、性能や装備等の概要についてはむらさめ型護衛艦を参照されたい。

## 艦歴
「きりさめ」は、中期防衛力整備計画に基づく平成6年度計画4,400トン型護衛艦2233号艦として、三菱重工業長崎造船所で1996年4月3日に起工され、1997年8月21日に進水、1999年3月18日に就役し、第2護衛隊群第6護衛隊に編入され佐世保に配備された。
2000年、環太平洋合同演習（RIMPAC）に参加した。
2001年11月9日、テロ対策特別措置法に基づく情報収集任務により、護衛艦「くらま」、補給艦「はまな」とともにインド洋に派遣、2002年2月まで任務に従事し、3月16日に帰国した。
2005年11月15日、テロ対策特別措置法に基づき、補給艦「ときわ」とともにインド洋に派遣。2006年3月まで任務に従事し、4月22日に帰国した。
2007年7月、テロ対策特別措置法に基づき、補給艦「ときわ」とともにインド洋に派遣。同年11月2日、根拠法である「テロ対策特別措置法」が延長されず期限切れにより失効のため撤収し、11月22日に佐世保に帰港した。
2008年3月26日、護衛隊改編により第3護衛隊群第7護衛隊に編入された。
2010年12月1日、第7次派遣海賊対処行動水上部隊として護衛艦「ゆうだち」とともにソマリア沖・アデン湾を目指して佐世保から出航し、任務間は合計32回290隻を護衛して2011年5月9日に佐世保に帰港した。
2011年8月1日、編成替えにより第4護衛隊群第8護衛隊に編入された。
2011年12月19日から23日まで中華人民共和国青島市を親善訪問する。護衛艦の訪中は2008年6月の広東省湛江市入港以来2度目となり、青島出港後は中国人民解放軍海軍と親善訓練を実施する。
2012年12月20日、第14次派遣海賊対処行動水上部隊としてソマリア沖・アデン湾に向けて佐世保から出航し、任務を終え2013年6月7日に佐世保に帰港した。
2014年10月7日、オーストラリアアルバニー周辺海域で行われるアルバニー船団記念式典（10月31日～11月2日）に参加するため佐世保基地を出港。式典前後には多国間共同訓練ディスタント・ショアーズ（10月27日～30日、11月3日～7日）に参加し、対空戦、対潜戦、対水上戦、射撃訓練などを実施した。11月26日に帰国。
2016年11月20日、第26次派遣海賊対処行動水上部隊としてソマリア沖・アデン湾に向けて佐世保から出航した。なお、第26次水上部隊から派遣される護衛艦が1隻体制となった。2017年4月まで任務に従事し、その帰国途上の5月23日、フィリピン海軍の「ラジャ・フマボン」（旧護衛艦「はつひ」）と親善訓練を実施し、5月28日、佐世保に帰港した。
2018年11月24日から29日にかけて佐世保港及び九州西方海空域においてカナダ海軍フリゲート「カルガリー」、補給艦「アステリクス」とともに日加共同訓練「KAEDEX 2018」を実施した。
2020年5月10日、第2次派遣情報収集活動水上部隊として中東方面に向けて佐世保基地から出港した。新型コロナウイルスの蔓延に伴い、出港後に日本近海で2週間の訓練を行い、感染者がいないことを確認して中東に向かった。現地到着後の同年6月9日、護衛艦「たかなみ」から任務を引継ぎ、情報収集活動を開始した。同年10月6日、3次隊の「むらさめ」に任務を引き継いだ。同年10月26日、佐世保基地に帰港した。
同年10月19日から20日にかけて南シナ海において米海軍駆逐艦「ジョン・Ｓ・マケイン」、オーストラリア海軍フリゲート「アランタ」とともに日米豪共同訓練を実施した。
2022年3月17日、東シナ海において太平洋管区フランス軍フリゲート「ヴァンデミエール」と日仏共同訓練（オグリ・ヴェルニー）を実施した。
同年7月5日、令和4年度インド太平洋方面派遣（IPD22：Indo-Pacific Deployment 2022）護衛艦部隊第2水上部隊として搭載航空機1機とともに佐世保基地を出国した。7月15日から19日にかけて、パラオ共和国及び同周辺において実施されるパシフィック・パートナーシップ2022の一部に参加する。他国からは米海軍病院船「マーシー」、米沿岸警備隊巡視船「マートル・ハザード」、英海軍哨戒艦「テイマー」、パラオ共和国海上保安局巡視船「ケダム」・「レメリークII」が参加し、捜索救難訓練等を実施する。また、7月20日から22日には、パラオ周辺海域において、パラオ共和国海上保安局巡視船「ケダム」・「レメリーク II」と親善訓練を実施した。7月23日から24日には米海軍沿海域戦闘艦「ジャクソン」、貨物弾薬補給艦「カール・ブラッシャー」と各種戦術訓練（戦術運動、洋上補給等）を実施した。同年7月30日、ミクロネシア周辺訓練海空域において米海軍貨物弾薬補給艦「セサール・チャベス」と日米共同訓練（ILEX22-4）を実施した。
8月6日から8日にかけてソロモン諸島ホニアラ港に寄港した。8日に日米の激戦となった「ガダルカナル島の戦い」から80年の慰霊式に出席していた乗組員1人が刃物とみられる凶器で襲われた。式典には隊員4人が参加しており、隊員は首をはさみで刺されたが軽傷。同8日、ソロモン諸島周辺海空域において、米海軍沿海域戦闘艦「オークランド」、ソロモン諸島海上警察巡視船「タロ」と日米ソロモン親善訓練を実施した。8月15日、フィジー周辺海空域において、フィジー共和国海軍哨戒艇「キカウ」と日フィジー親善訓練を実施した。同年8月20日及び22日にトンガ王国ヌクアロファ周辺において、トンガ王国海軍哨戒艇「ガーハウ・シリヴァ」と日トンガ親善訓練を実施した。8月25日及び26日には、ニューカレドニア周辺海空域において、フランス領ニューカレドニア駐留フランス軍哨戒艦「ドントルキャストー」、哨戒機「FALCON200」等と日仏共同訓練（オグリ・ヴェルニー22-5）を実施した。
同年8月30日から9月1日にかけて、ニューカレドニア周辺海空域において日仏豪共同訓練（ラ・ペルーズ22）を実施した。フランス領ニューカレドニア駐留フランス軍フリゲート「ヴァンデミエール」、オーストラリア海軍フリゲート「ワラマンガ」が参加し、戦術運動、対空戦等の各種戦術訓練を実施した。
同年9月12日から9月26日にかけて、ダーウィン周辺海空域において実施される豪州海軍主催多国間共同訓練（KAKADU2022）に参加する。訓練項目は各種戦術訓練（対潜戦訓練、対空戦訓練、対水上戦訓練等）。
同年10月4日から8日にかけて、南シナ海において米海軍駆逐艦「ミリアス」・「ヒギンズ」、オーストラリア海軍駆逐艦「ホバート」、フリゲート「アランタ」、補給艦「ストルワート」、カナダ海軍フリゲート「ウィニペグ」、米沿岸警備隊巡視船「ミジェット」とともに日米豪加共同訓練（ノーブル・ミスト22）を実施した。
同年10月11日から18日にかけて、スールー海において実施された米豪比主催共同訓練（Exercise SAMASAMA/LUMBAS 2022）にUS‐2とともに参加した。米海軍駆逐艦「ミリウス」、P‐8A、オーストラリア海軍駆逐艦「ホバート」、補給艦「ストルワート」、フィリピン海軍フリゲート「ホセ・リサール」、C-90等、フランス領ポリネシア駐留フランス軍FALCON200、イギリス海軍哨戒艦「スペイ」と捜索救難訓練、洋上補給等を実施した。同年10月19日から21日にかけて、南シナ海において米海軍沿海域戦闘艦「オークランド」と日米共同訓練（ノーブル・フュージョン22）を実施した。10月28日に佐世保に帰港。
2023年11月26日、東シナ海において米海軍空母「カール・ヴィンソン」、駆逐艦「スタレット」、駆逐艦「キッド」、韓国海軍駆逐艦「セジョン・デワン」と各種戦術訓練の日米韓共同訓練を実施した。11月26日から30日にかけて、東シナ海から沖縄南方海空域において米海軍空母「カール・ヴィンソン」、駆逐艦「キッド」・「スタレット」、貨物弾薬補給艦「チャールズ・ドリュー」、補給艦「ユーコン」と日米共同訓練を実施した。訓練項目は各種戦術訓練（LINKEX、クロスデッキ等）及び洋上補給。
同年12月1日、屋久島沖米軍オスプレイ墜落事故に伴い自主派遣。0時2分に現着し、以後、同じく自主派遣された艦艇や自衛隊部隊、海上保安庁などと共に12月7日まで捜索救難活動に従事。機体の一部などを発見揚収するなどした。
2024年4月20日、 防衛省と海上幕僚監部は伊豆諸島・鳥島沖約270kmの海域で海上自衛隊のヘリコプター2機の墜落事故があったと公表した。2機のうちの1機は本艦搭載機のSH-60K「8443」号機であり、もう1機は護衛艦「はぐろ」搭載のSH-60K「8416」号機である。事故を受けて、現場海域で捜索活動に従事した。
同年6月16日、南シナ海において実施された日米加比共同訓練に参加した。米海軍からは駆逐艦「ラルフ・ジョンソン」およびP‐8A、カナダ海軍からはフリゲート「モントリオール」、フィリピン海軍からは哨戒艦「アンドレス・ボニファシオ」が参加し、通信訓練、戦術運動及びPHOTOEXを実施した。
現在、定係港は佐世保である。

### 歴代艦長
| 代 | 氏名       | 在任期間               | 出身校・期 | 前職                                            | 後職                                  | 備考                 |
| -- | ---------- | ---------------------- | ---------- | ----------------------------------------------- | ------------------------------------- | -------------------- |
| 01 | 福永宗義   | 1999.3.18 - 2000.11.9  |            | きりさめ艤装員長                                | 佐世保基地業務隊補充部付              |                      |
| 02 | 碇山武男   | 2000.11.10 - 2002.3.21 |            | 第4海上訓練指導隊船務科長                       | 海上自衛隊第1術科学校教官 兼 研究部員 |                      |
| 03 | 米倉緑朗   | 2002.3.22 - 2003.8.19  |            | 横須賀戦術訓練装置運用隊副長 兼 運用科長        |                                       |                      |
| 04 | 久保田 守  | 2003.8.20 - 2004.11.30 |            | 横須賀システム通信隊司令                        | 統合幕僚会議事務局第3幕僚室勤務       |                      |
| 05 | 西嶌 聖    | 2004.12.1 - 2006.12.19 | 防大25期   | すま艦長                                        |                                       |                      |
| 06 | 福原祐二   | 2006.12.20 - 2009.8.2  |            | ゆうばり艦長                                    | 指揮通信開発隊システム第2科長         |                      |
| 07 | 水谷宗和   | 2009.8.3 - 2011.11.13  |            | 情報業務群司令部幕僚                            | ときわ艦長                            |                      |
| 08 | 加藤一郎   | 2011.11.14 - 2012.2.28 |            | 大湊地方総監部防衛部 第3幕僚室長 兼 第5幕僚室長 | 護衛艦隊司令部                        |                      |
| 09 | 加世田孝行 | 2012.3.1 - 2013.8.26   | 防大30期   | 電子情報隊研究指導科長                          | 海上自衛隊第1術科学校                 |                      |
| 10 | 平川 崇    | 2013.8.27 - 2014.7.14  | 防大36期   | 護衛艦隊司令部                                  | しらせ副長                            |                      |
| 11 | 横田和司   | 2014.7.15 - 2016.2.28  | 防大41期   | 第2護衛隊群司令部                               | 海上幕僚監部総務部総務課              | 2016.1.1 1等海佐昇任 |
| 12 | 江畑泰孝   | 2016.2.29 - 2017.6.18  | 防大43期   | 第2護衛隊群司令部                               | 海上幕僚監部総務部総務課              |                      |
| 13 | 池﨑裕之   | 2017.6.19 - 2018.7.30  |            | 海上幕僚監部指揮通信情報部 指揮通信課           | 統合幕僚監部防衛計画部計画課          |                      |
| 14 | 伊藤雅彦   | 2018.8.1 - 2019.7.31   | 防大45期   | 護衛艦隊司令部 兼 自衛艦隊司令部                | 海上幕僚監部総務部総務課              |                      |
| 15 | 白石 豪    | 2019.8.1 - 2021.3.7    |            | こんごう船務長 兼 副長                          | 海上自衛隊幹部学校付                  | 2021.1.1 1等海佐昇任 |
| 16 | 野田央典   | 2021.3.8 - 2022.3.9    | 防大46期   | 海上幕僚監部指揮通信情報部通信課                | 海上自衛隊幹部学校付                  | 2022.1.1 1等海佐昇任 |
| 17 | 坂田 淳    | 2022.3.10 - 2023.7.17  |            | 海上幕僚監部防衛部防衛課                        |                                       |                      |
| 18 | 齊藤直樹   | 2023.7.18 -            |            |                                                 |                                       |                      |

## その他
過去に同名の旧海軍・海上自衛隊の艦船はなく、5番艦「いなづま」以降の護衛艦は、もがみ型「ゆうべつ」まで、すべて旧海軍由来もしくは護衛艦として先代がいる襲名の艦名となったため、本艦は2023年12月現在において、旧海軍に由来しない艦名がつけられた最後の護衛艦となっている。

## ギャラリー

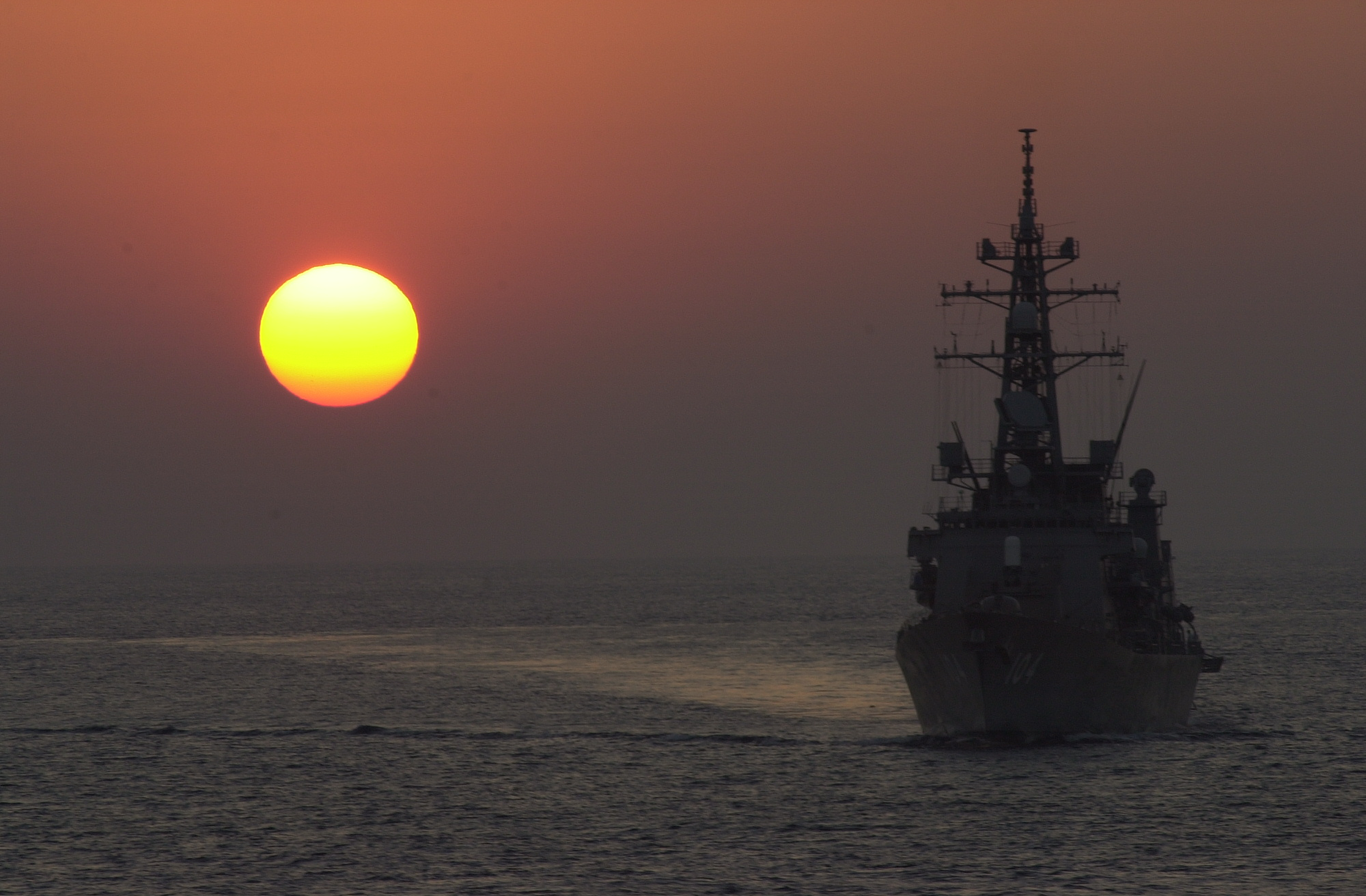
夕日を背に航行する「きりさめ」
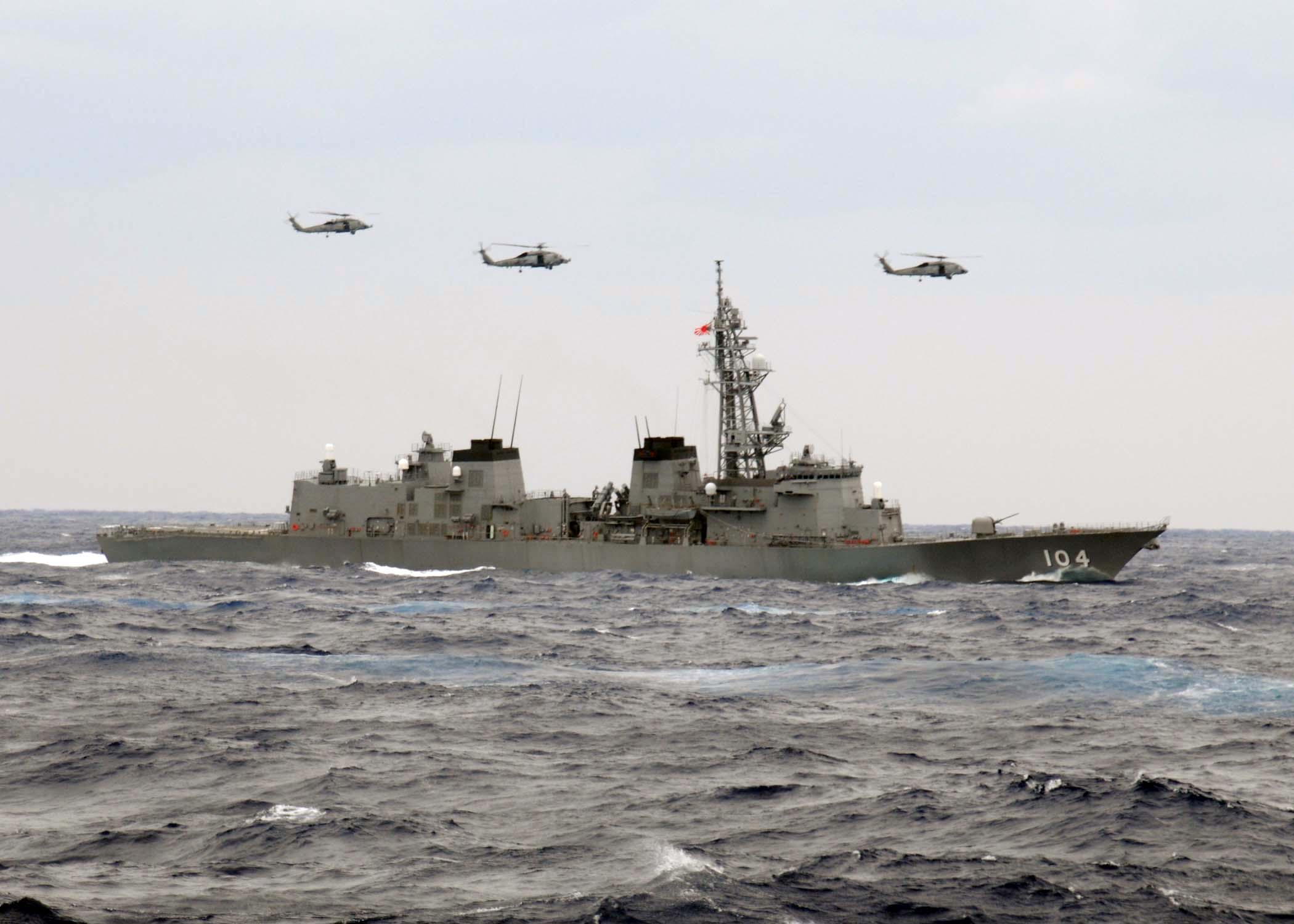
日米合同演習ANNUALEX2008に参加中の「きりさめ」
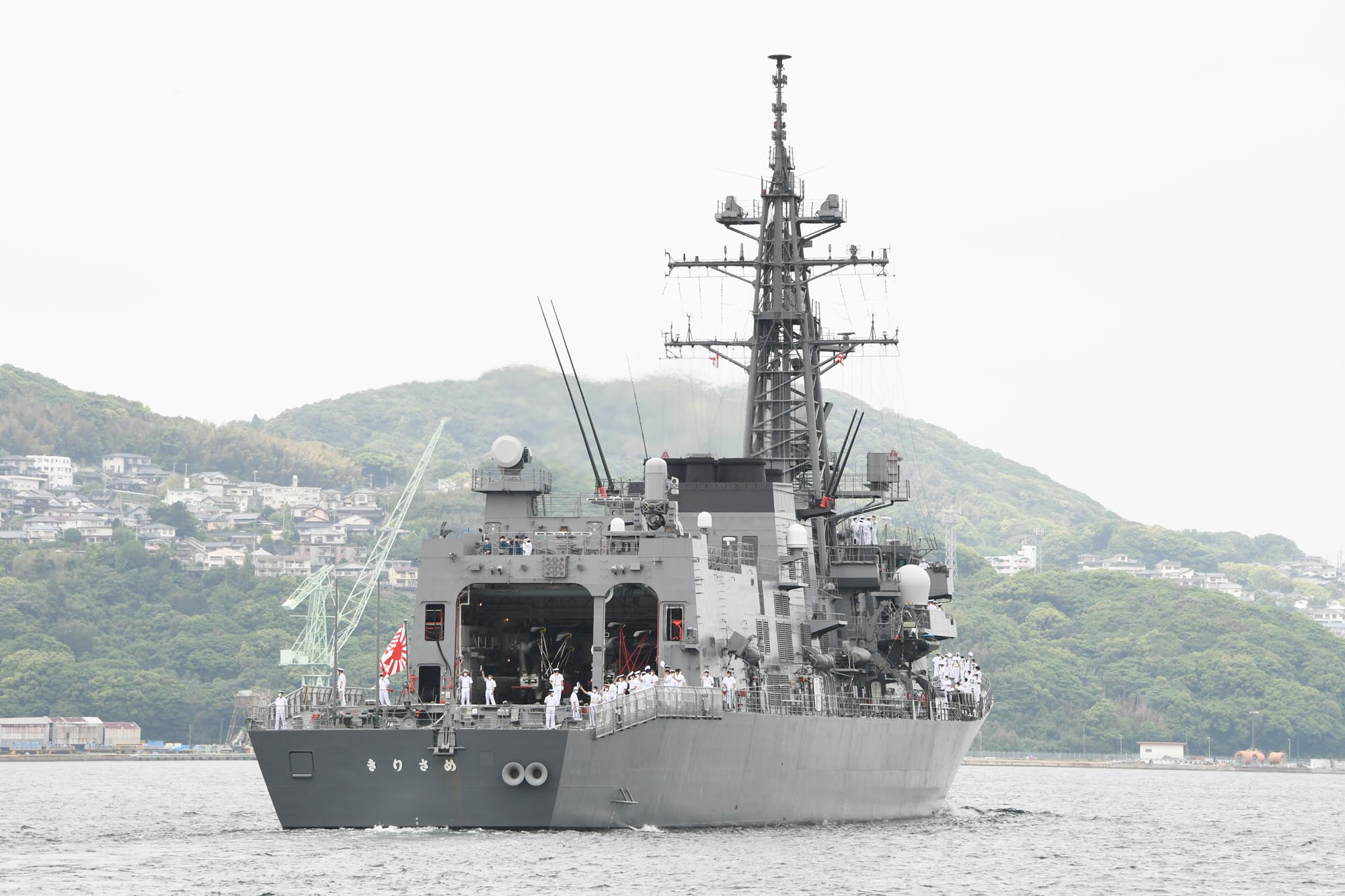
第2次派遣情報収集活動水上部隊として出国する護衛艦「きりさめ」
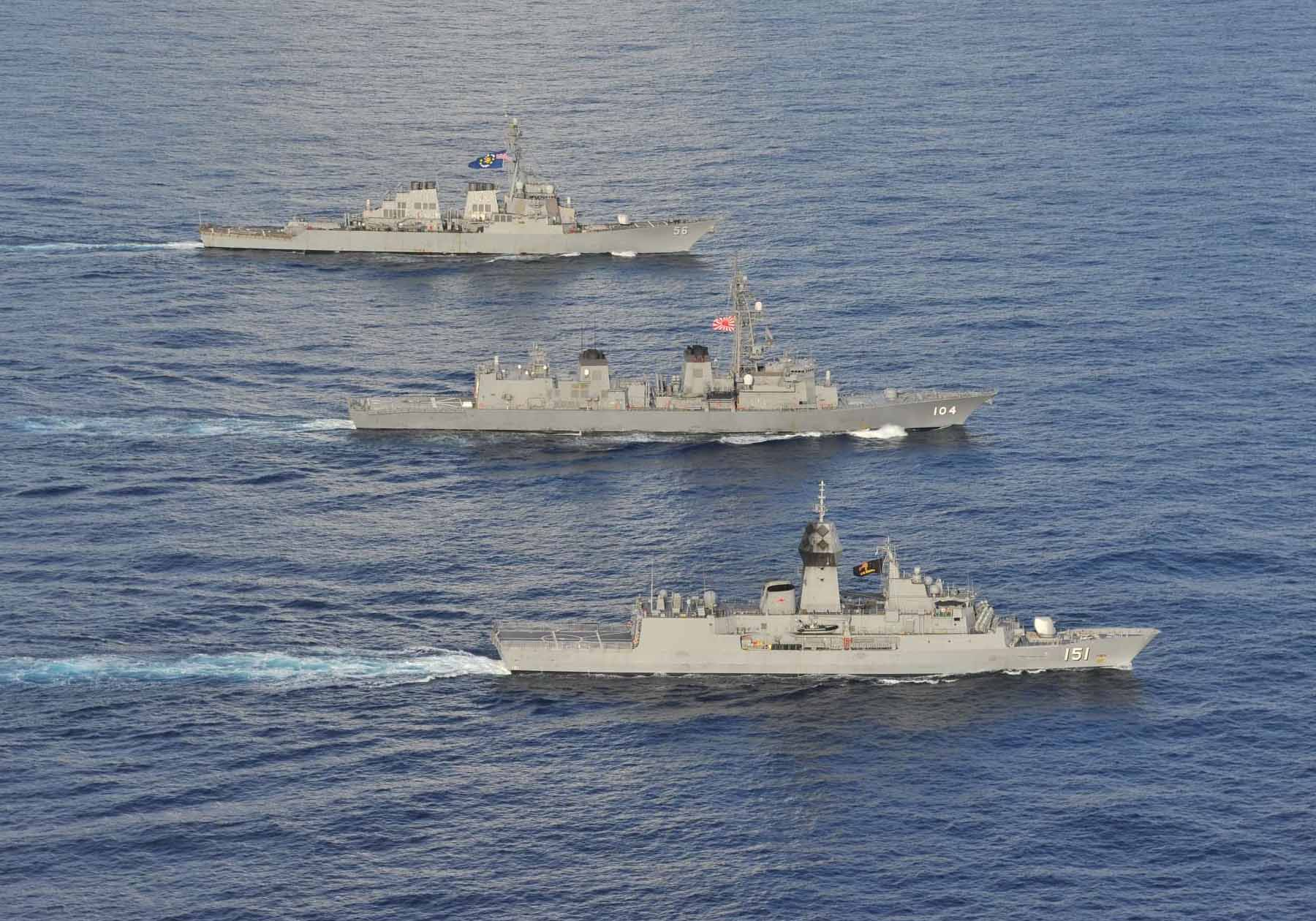
日米豪共同訓練を実施中の「アランタ」、「きりさめ」、「ジョン・S・マケイン」（手前から）
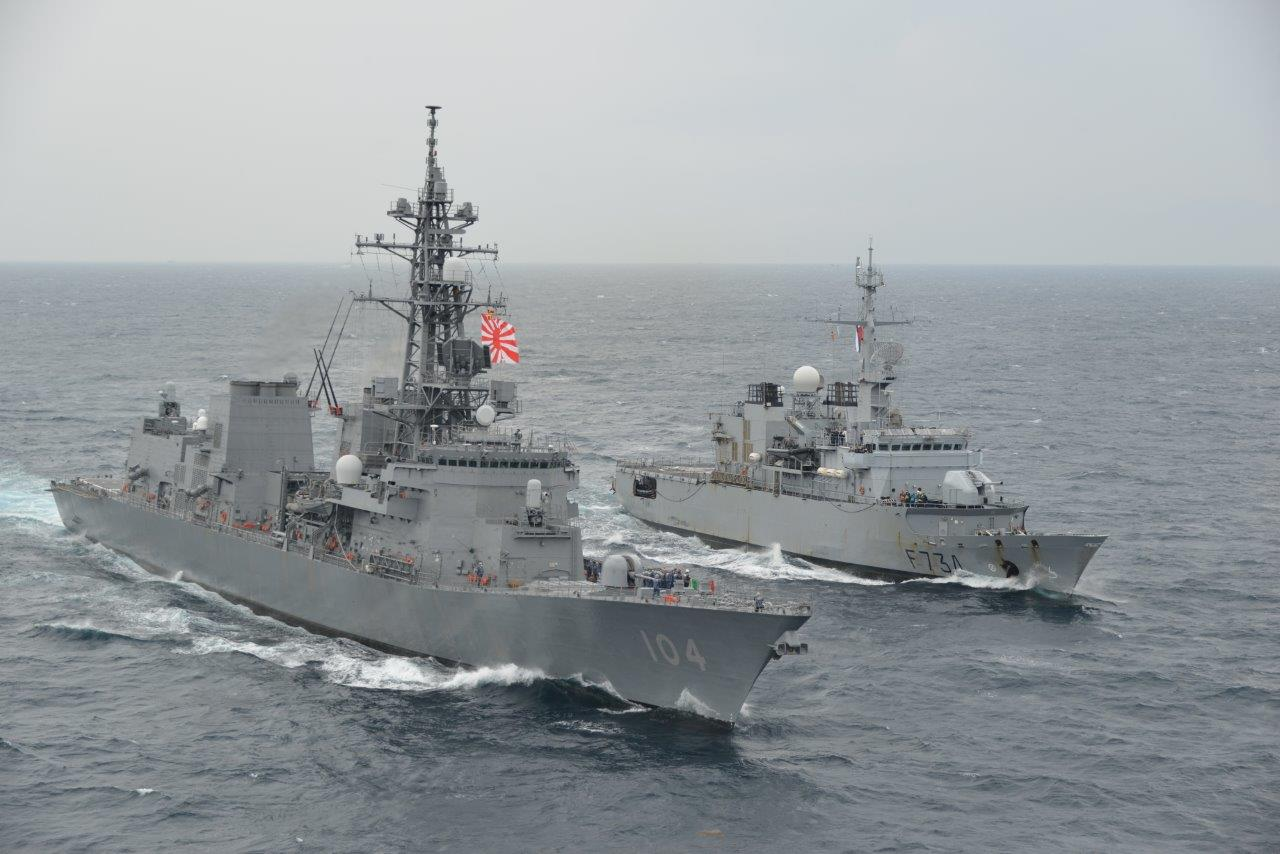
日仏共同訓練を実施中の「きりさめ」（左）と「ヴァンデミエール」
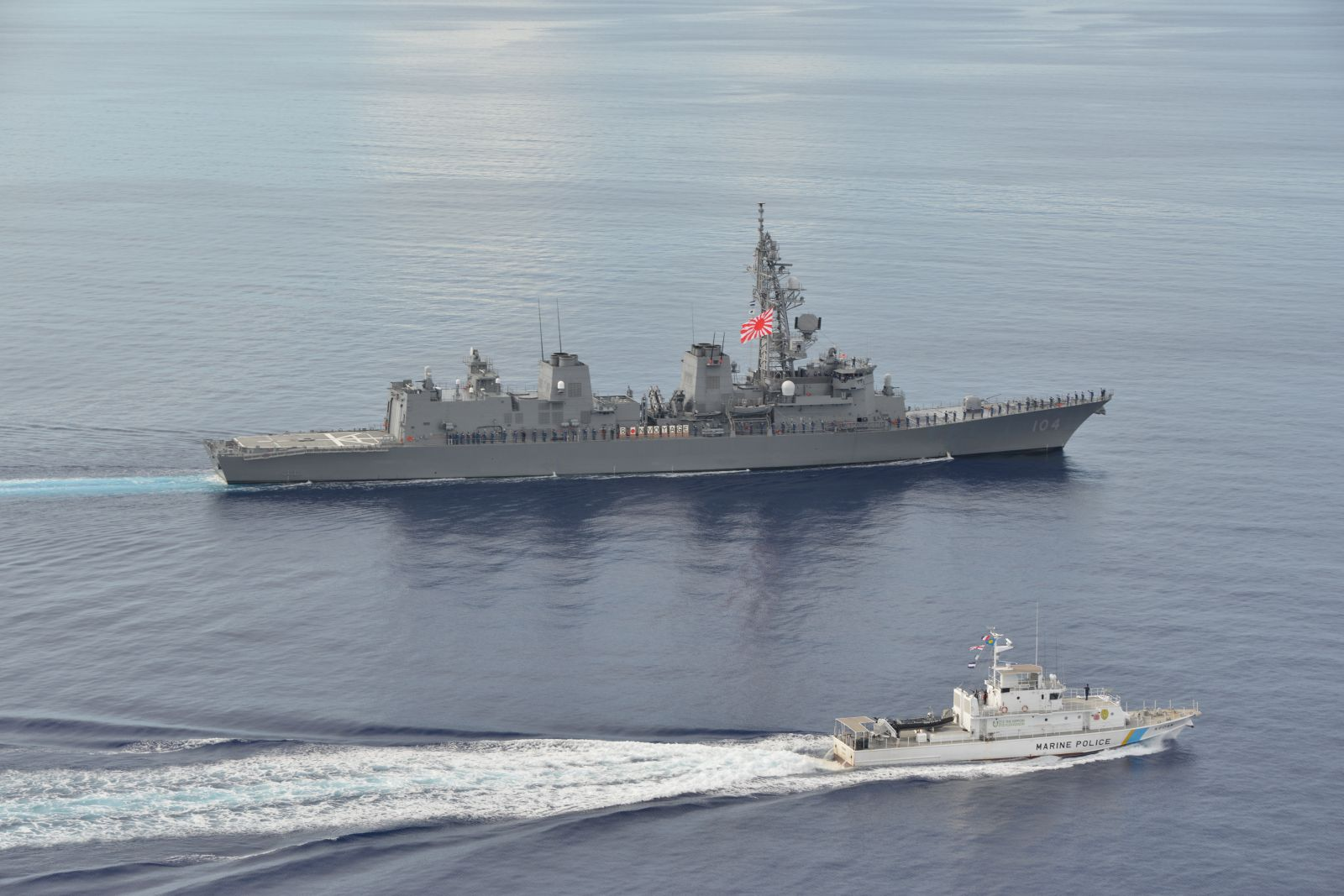
「きりさめ」とパラオ海上保安局巡視船「ケダム」
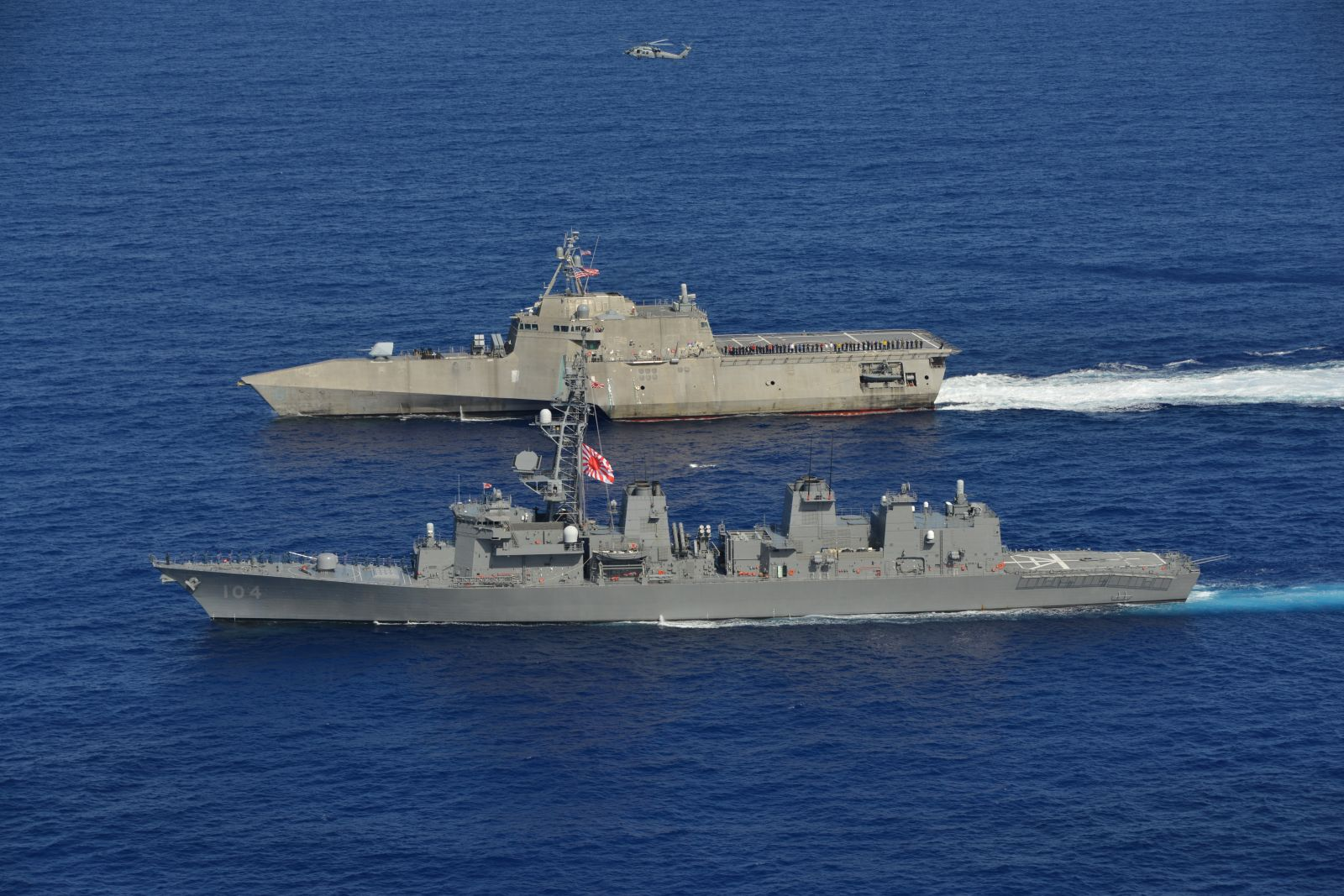
「きりさめ」と米沿海域戦闘艦「ジャンクション」